# 索斯·蘇漢納
索斯·蘇漢納（英語：Sos Suhana，1992年4月4日—），柬埔寨足球運動員，司職中場，現時效力於柬埔寨聯賽球隊金邊皇冠。

## 連結
- 索斯·蘇漢納在National-Football-Teams.com的資料